# مريم بنت محمد الفهرية
مريم بنت محمد بن عبد الله الفِهْري القُرَشي هي امرأة مسلمة عربية قيروانية، كنيت بأم القاسم، تعود أصولها إلى ذرية عقبة بن نافع الفهري القرشي فاتح تونس ومؤسس مدينة القيروان.
بنت مريم جامع الأندلس عام 245ھ (878 م) في مدينة فاس المغربية، كما أسست مع شقيقتها فاطمة الفهرية جامعة القرويين عام 859م، والتي تُعد أول جامعة في العالم تقدم شهادات جامعية لطلابها.

## تاريخ
كانت مدينة فاس العتيقة التي أسسها المولى إدريس الأول منارة دينية وسياسية مشعة في التاريخ الإسلامي استطاعت جذب واستقطاب عدد من الوافدين المرموقين إليها من ربوع المغرب والأندلس والمشرق الإسلامي، من ضمنهم عائلة محمد بن عبدالله الفهري الذي نزح رفقة بناته (مريم وفاطمة الفهرية) مع العرب الوافدين إلى المغرب الأقصى في القرن الثالث هجري فاستقروا في القسم الشرقي لمدينة فاس العتيقة فيما عرف ب"عدوة القرويين"، حيث عاشوا وأصبحوا من الأثرياء وبعد سنوات قليلة توفي والدهم فروثت عنه مريم وشقيقتها فاطمة الفهرية مالا حلالا طيبا لا شبهة فيه، قررت البنتين تخليد ذكرى والدهما ببناء المساجد، فأعادت فاطمة الفهرية بناء جامع القرويين في رمضان من العام 245 هجرية ليتسع للمصلين بعد أن ضاق سابقه، فيما قررت مريم في نفس العام بناء جامع الأندلس في عدوة الأندلسيين والذي أصبح في القرن الرابع الهجري تابعا للقرويين، حيث كانت تدرس فيه حلقات العلم للنساء والرجال أشهرها حلقات خير الله بن قاسم الأندلسي الذي أدخل علم الإمام مالك إلى المغرب. كما أسست مريم رفقة شقيقتها فاطمة الفهرية جامعة القرويين في المغرب.